# Parque Bell Canyon
Parque Bell Canyon é um grande parque regional a céu aberto, localizado nas Simi Hills ao oeste do Vale de San Fernando em West Hills, Los Angeles e Bell Canyon, California. O riacho Bell, a principal nascente do Rio Los Angeles, corre pelo parque com mata ciliar ao longo de suas bordas naturais. O Pico Escorpión (Pico Castelo), ponto de referência geográfico, é localizado acima do rio, na parte sul do Parque El Escorpión. 

## Trilhas
O Parque Bell Canyon tem trilhas ao longo da margem do Riacho Bell e ao lado da comunidade Bell Canyon. As trilhas tem junções que conectam com o Parque El Escorpión e Upper Las Virgenes Canyon Open Space Preserve e suas extensas redes de trilhas. Uma segunda opção de rota para o topo do Pico Escorpión (Pico Castelo) também começa no parque. O pico e os dois outros parques fazem fronteira com o sul do Parque Bell Canyon. As rotas estão disponíveis para caminhadas, trilhas, ciclismo de montanha, escalada e hipismo.

## Acesso
O acesso ao parque e ao estacionamento é pelo Bell Canyon Boulevard (Bell Canyon Road), perto da intersecção entre Overland Drive, ao leste do Valley Circle Boulevard no West Hills, Los Angeles 91307, e um lote na comunidade de Bell Canyon. O parque é aberto do nascer ao por do sol, 7 dias por semana. Cascavéis habitam a área, sendo necessário ter atenção por onde pisa e põe as mãos. Veículos motorizados e motos não autorizados são proibidos. O terreno do parque, com acesso público apenas por trilhas, se extende além da estrada com portão vigiado, entrando na comunidade Bell Canyon e se juntando a outras trilhas. O Parque Bell Canyon é administrado pelo Departamento de Parques e Recreação de Los Angeles.

## História

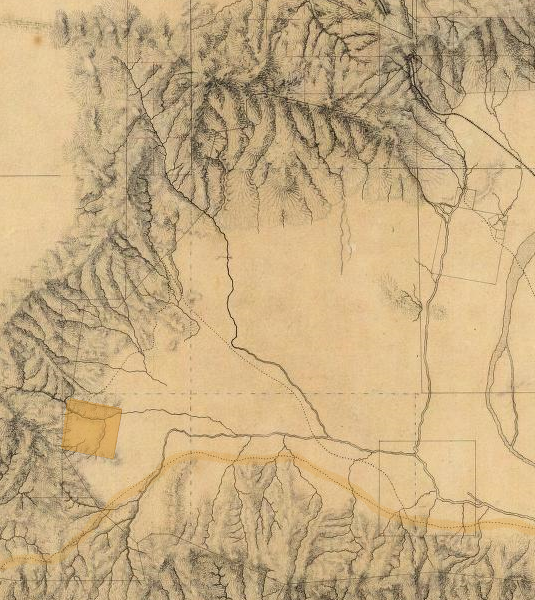
Sudeste do Vale de de São Fernando, de mapa da topografia de Los Angeles, mostrando o Rancho El Escorpión.

A área foi habitada há cerca de 8000 anos pelos nativos americanos das tribos Chumash-Ventureño e Tongva-Fernandeño que viviam e negociavam nas Simi Hills e perto dos afluentes do Rio Los Angeles. Um vilarejo, Hu'wam, dos Chumash-Ventureños, se localizava na base do Pico Escorpión (Pico Castelo) ao longo do atual Riacho Bell, perto da boca do Bell Canyon. Foi um lugar de encontro e negócios para eles com os indígenas Tongva-Fernandeño e Tataviam-Fernandeño.
Em 1978 a terra tornou-se propriedade da 'nova' Missão Espanhola São Fernando Rei de Espanha (Missão São Fernando). Em 1845 uma concessão de terras mexicanas estabeleceu o Rancho El Escorpión aqui, uma das poucas concedidas aos nativos americanos. Os antigos edifícios em adobe estavam localizados dentro do atual parque (as construções em adobe existiram entre os anos 1840-1960). O rancho foi comprado por George Platt em 1912, se tornando o Platt Ranch em 1912.

## Parques próximos
- Parque El Escorpión
- Upper Las Virgenes Canyon Open Space Preserve